# Bob Drake
Robert Eldon „Bob“ Drake (* 14. Dezember 1919 in San Francisco; † 18. April 1990 in Woodland Hills) war ein US-amerikanischer Autorennfahrer.

## Karriere
Bob Drake war Mitte der 1950er Jahre als Amateurrennfahrer in der US-amerikanischen SCCA-Sportwagenserie im Einsatz. Nach einigen Jahren der Abwesenheit kehrte er 1960 mit einem Maserati Birdcage zurück und feierte einige Rennsiege.
Seinen einzigen Automobilweltmeisterschafts-Grand-Prix fuhr er 1960 beim Heimrennen in Riverside. Mit sieben Runden Rückstand auf den Sieger Stirling Moss kam Drake als 13ter ins Ziel. Drake pilotierte dabei einen privaten Maserati 250F. Es war der letzte Einsatz für dieses Fahrzeug bei einem Rennen der Automobilweltmeisterschaft.

## Statistik

### Statistik in der Formel 1

#### Gesamtübersicht
| Saison | Team      | Chassis       | Motor           | Rennen | Siege | Zweiter | Dritter | Poles | schn. Rennrunden | Punkte | WM-Pos. |
| ------ | --------- | ------------- | --------------- | ------ | ----- | ------- | ------- | ----- | ---------------- | ------ | ------- |
| 1960   | Joe Lubin | Maserati 250F | Maserati 2.5 L4 | 1      | −     | −       | −       | −     | −                | −      | NC      |
| Gesamt | Gesamt    | Gesamt        | Gesamt          | 1      | −     | −       | −       | −     | −                | −      |         |

#### Einzelergebnisse
| Saison | 1 | 2 | 3 | 4 | 5 | 6 | 7 | 8 | 9  | 10 |
| ------ | - | - | - | - | - | - | - | - | -- | -- |
| 1960   |   |   |   |   |   |   |   |   |    |    |
|        |   |   |   |   |   |   |   |   | 13 |    |

| Legende  | Legende            | Legende                                                          |
| Farbe    | Abkürzung          | Bedeutung                                                        |
| -------- | ------------------ | ---------------------------------------------------------------- |
| Gold     | –                  | Sieg                                                             |
| Silber   | –                  | 2. Platz                                                         |
| Bronze   | –                  | 3. Platz                                                         |
| Grün     | –                  | Platzierung in den Punkten                                       |
| Blau     | –                  | Klassifiziert außerhalb der Punkteränge                          |
| Violett  | DNF                | Rennen nicht beendet (did not finish)                            |
| Violett  | NC                 | nicht klassifiziert (not classified)                             |
| Rot      | DNQ                | nicht qualifiziert (did not qualify)                             |
| Rot      | DNPQ               | in Vorqualifikation gescheitert (did not pre-qualify)            |
| Schwarz  | DSQ                | disqualifiziert (disqualified)                                   |
| Weiß     | DNS                | nicht am Start (did not start)                                   |
| Weiß     | WD                 | zurückgezogen (withdrawn)                                        |
| Hellblau | PO                 | nur am Training teilgenommen (practiced only)                    |
| Hellblau | TD                 | Freitags-Testfahrer (test driver)                                |
| ohne     | DNP                | nicht am Training teilgenommen (did not practice)                |
| ohne     | INJ                | verletzt oder krank (injured)                                    |
| ohne     | EX                 | ausgeschlossen (excluded)                                        |
| ohne     | DNA                | nicht erschienen (did not arrive)                                |
| ohne     | C                  | Rennen abgesagt (cancelled)                                      |
| ohne     | keine WM-Teilnahme |                                                                  |
| sonstige | P/fett             | Pole-Position                                                    |
| sonstige | 1/2/3/4/5/6/7/8    | Punktplatzierung im Sprint-/Qualifikationsrennen                 |
| sonstige | SR/kursiv          | Schnellste Rennrunde                                             |
| sonstige | *                  | nicht im Ziel, aufgrund der zurückgelegten Distanz aber gewertet |
| sonstige | ()                 | Streichresultate                                                 |
| sonstige | unterstrichen      | Führender in der Gesamtwertung                                   |

### Sebring-Ergebnisse
| Jahr | Team           | Fahrzeug      | Teamkollege | Platzierung | Ausfallgrund |
| ---- | -------------- | ------------- | ----------- | ----------- | ------------ |
| 1955 | Tony Parravano | Ferrari 375MM | Jack McAfee | Ausfall     | Wagenbrand   |

### Einzelergebnisse in der Sportwagen-Weltmeisterschaft
| Saison | Team           | Rennwagen     | 1   | 2   | 3   | 4   | 5   | 6   |
| ------ | -------------- | ------------- | --- | --- | --- | --- | --- | --- |
| 1955   | Tony Parravano | Ferrari 375MM | BUA | SEB | MIM | LEM | RTT | TAR |
| 1955   | Tony Parravano | Ferrari 375MM | DNF |     |     |     |     |     |